# Zollamtsbrücke

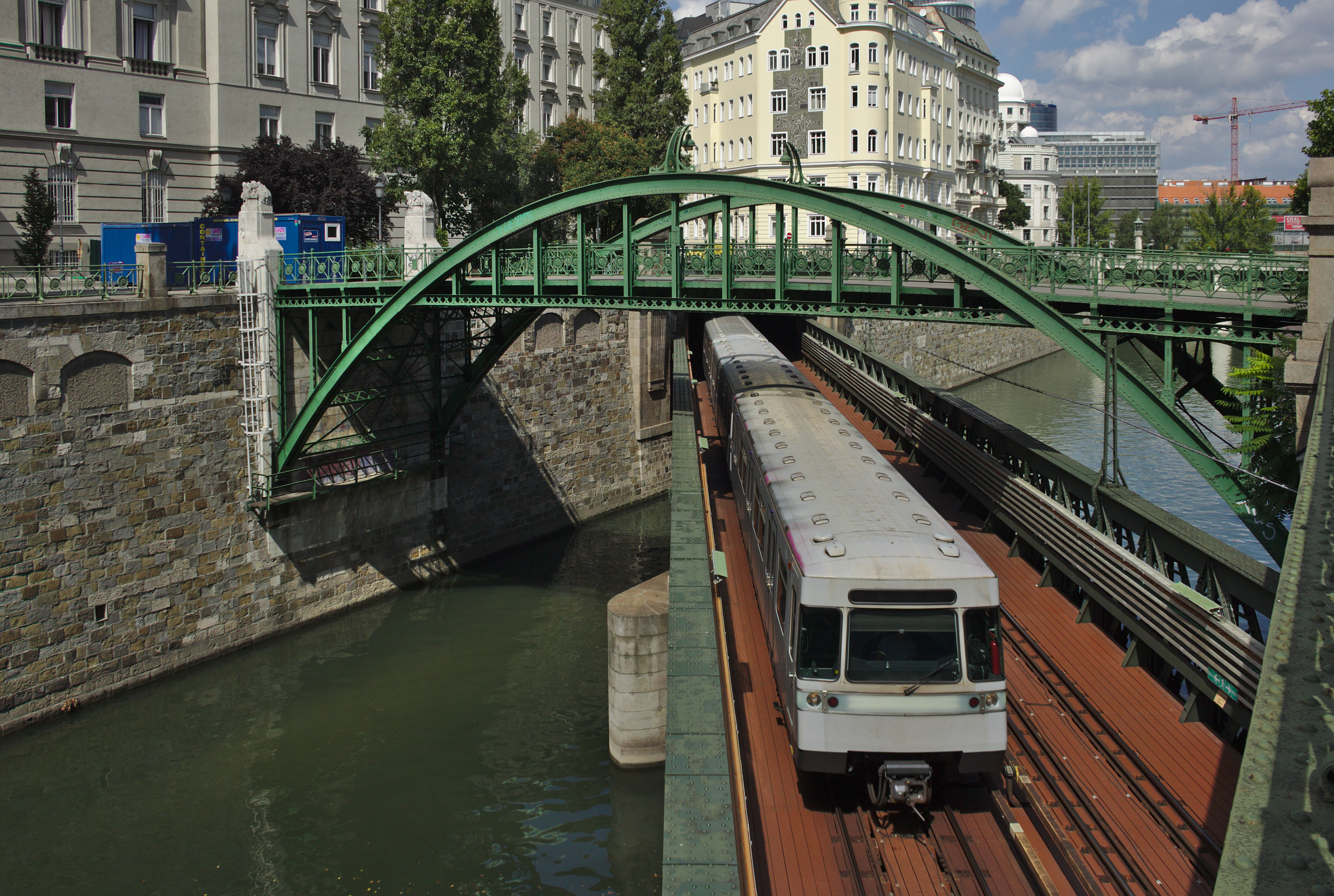
Zollamtsbrücke mit U-Bahn-Zug

Die Zollamtsbrücke ist eine denkmalgeschützte Brücke der U-Bahn-Linie U4 über den Wienfluss und verbindet die Wiener Bezirke Landstraße und Innere Stadt. Sie liegt an der U4-Strecke zwischen Landstraße und Schwedenplatz sowie kurz vor der Einmündung in den Donaukanal bei der Urania. Direkt über der Zollamtsbrücke befindet sich der Zollamtssteg, eine Brücke für Fußgänger und Radfahrer.

## Geschichte

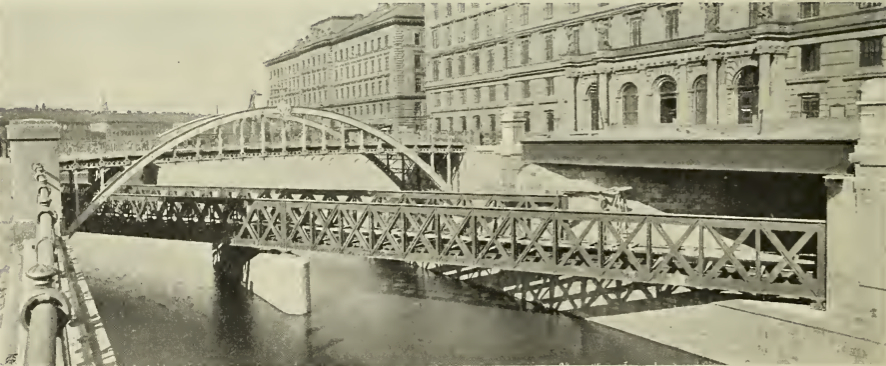
Zollamtsbrücke zu Zeiten der Dampfstadtbahn

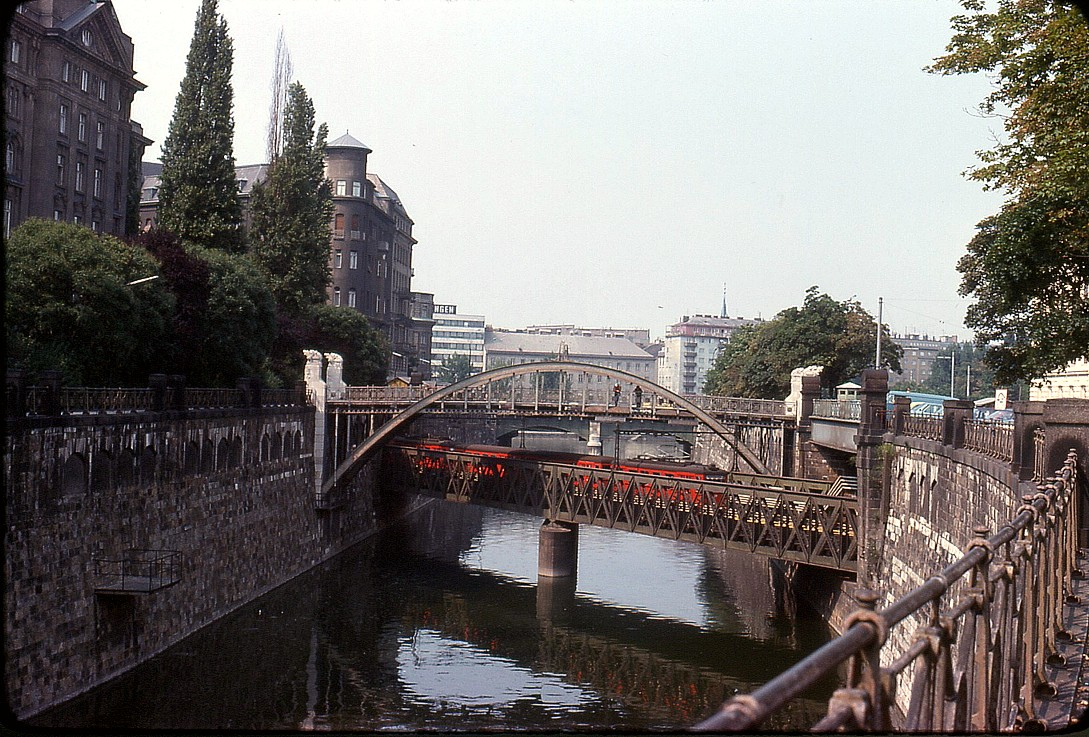
Zollamtsbrücke zu Zeiten der elektrischen Stadtbahn, im Vordergrund die typischen Stadtbahngeländer

Die Zollamtsbrücke wurde 1900, im Zuge der Wienflussregulierung, als Teil der Wientallinie der Wiener Dampfstadtbahn errichtet und schließlich 1925 von der Wiener Elektrischen Stadtbahn übernommen. Architekt war wie bei allen Stadtbahnbauten Otto Wagner. Namensgebend war das Wiener Hauptzollamt, das sich südlich des Wienflusses befand. Die 64,35 Meter lange und 3,5 Meter hohe Brücke verläuft schräg über den Wienfluss und schließt mit den Widerlagern einen Winkel von 30° 22′ ein.
1901 verkehrte erstmals die Stadtbahn über die Zollamtsbrücke. In den 1970er-Jahren begann die Umstellung auf U-Bahn-Betrieb. Dabei wurden seitlich der Gleise Stromschienen angebracht und die Oberleitungen der Stadtbahn entfernt. Seit 1978 verkehrt die Linie U4 auf der Strecke.
Zur Bedielung wurden 2004 und damit erstmals in Europa Schwellen aus FFU-Kunstholz verwendet.